# Jerry Weintraub
Jerome Charles "Jerry" Weintraub (Brooklyn, Nueva York, 26 de septiembre de 1937-Santa Bárbara, California, 6 de julio de 2015) fue un productor cinematográfico estadounidense. Fue agente de talentos, promotor de conciertos, productor de cine y presidente y director ejecutivo de United Artists.

## Premios y galardones
En 1986, la Asociación Nacional de Propietarios de Teatros nombró a Jerry Weintraub como el Productor del Año. En 1991, fue incluido en la junta del Centro John F. Kennedy para las Artes Escénicas. Weintraub fue uno de los primeros productores de cine independiente en ser honrado con una estrella en el Paseo de la Fama de Hollywood. En 2007 le otorgaron una Palma de Oro en el Paseo de Estrellas de la ciudad de Palm Springs, California.

## Vida personal y muerte
Estuvo casado con la cantante y actriz Jane Morgan desde 1965. Si bien nunca se divorciaron oficialmente, se separaron en 1980 y Weintraub estuvo viviendo los últimos 20 años de su vida con su novia, Susie Ekins.
Weintraub murió en Santa Bárbara, California, el 6 de julio de 2015, a la edad de 77 años. Le sobreviven su esposa, Jane Morgan Weintraub, y su compañera de los últimos veinte años, Susan Ekins. También deja tras de sí un hermano, Melvyn, cuatro hijos y cinco nietos.

## Filmografía

### Como productor
- All Night Long (1981)
- Karate Kid (1984)
- The Cowboy and the Ballerina (1984)
- Karate Kid II (1986)
- My Stepmother Is an Alien (1988)
- Karate Kid III (1989)
- Pure Country (1992)
- The Next Karate Kid (1994)
- The Specialist (1994)
- Soldier (1998)
- The Independent (2000)
- Ocean's Eleven (2001)
- Ocean's Twelve  (2004)
- Ocean's Thirteen (2007)
- Nancy Drew (2007)
- The Karate Kid (2010)
- Behind the Candelabra  (2013)